# Grand Prix de Tennis de Toulouse 1991
Il Grand Prix de Tennis de Toulouse 1991  è stato un torneo di tennis giocato sul cemento. È stata la 10ª edizione del Grand Prix de Tennis de Toulouse che fa parte della categoria World Series nell'ambito dell'ATP Tour 1991. Il torneo si è giocato a Tolosa in Francia dal 30 settembre al 6 ottobre 1991.

## Campioni

### Singolare maschile
Guy Forget ha battuto in finale  Amos Mansdorf con il punteggio di 6–2, 7–6(4)

### Doppio maschile
Tom Nijssen /  Cyril Suk hanno battuto in finale  Jeremy Bates /  Kevin Curren  4–6, 6–3, 7–6